# París-Niça 1983
La París-Niça 1983 fou la 41a edició de la París-Niça. És un cursa ciclista que es va disputar entre el 9 i el 16 de març de 1983. La cursa fou dominada per l'equip Sem-France Loire, ja que va guanyar totes les classificacions de la prova: general, regularitat, muntanya, joves, metes volants i equips. A més, va copar el podi amb els corredors Sean Kelly, Jean-Marie Grezet i Steven Rooks. Kelly també s'emportà les classificacions de la regularitat, de la muntanya i de les metes volants mentre Grezet fou el millor jove.

## Participants
En aquesta edició de la París-Niça hi preneren part 124 corredors dividits en 14 equips: Sem-France Loire, Jacky Aernoudt Meubelen - Rossin - Campagnolo, La Redoute-Motobécane, Splendor-Euroshop, Peugeot-Shell-Michelin, Safir-Van de Ven, Boule d'Or, Wolber-Spidel, Teka, Europdecor-Dries, US Saint-Étienne-Pélussin, Coop-Mercier-Mavic i els equips nacionals amateurs de Nova Zelanda i Països Baixos. La prova l'acabaren 87 corredors.

## Resultats de les etapes
| Etapes              | Data       | Recorregut                            | Km     | Vencedor d'etapa                              | Líder de la general |
| ------------------- | ---------- | ------------------------------------- | ------ | --------------------------------------------- | ------------------- |
| Pròleg              | 9 de març  | Issy-les-Moulineaux (CRI)             | 5.5 km | Eric Vanderaerden                             | Eric Vanderaerden   |
| 1a etapa            | 10 de març | Gien-Bourbon-Lancy                    | 196 km | Eddy Planckaert                               | Eric Vanderaerden   |
| 2a etapa            | 11 de març | Bourbon-Lancy-Sant-Etiève             | 212 km | Francis Castaing                              | Eric Vanderaerden   |
| 3a etapa, 1r sector | 12 de març | Saint-Chamond-Tornon                  | 89 km  | Sean Kelly                                    | Eric Vanderaerden   |
| 3a etapa, 2n sector | 12 de març | Tain-l'Hermitage (CRE)                | 35 km  | Jacky Aernoudt Meubelen - Rossin - Campagnolo | Eric Vanderaerden   |
| 4a etapa            | 13 de març | Bollène-Miramas                       | 186 km | Sean Kelly                                    | Joop Zoetemelk      |
| 5a etapa            | 14 de març | Miramas-La Seyne-sur-Mer              | 183 km | Ferdi van den Haute                           | Joop Zoetemelk      |
| 6a etapa            | 15 de març | La Seyne-sur-Mer-Mandelieu-la-Napoule | 182 km | Dirk de Wolf                                  | Sean Kelly          |
| 7a etapa, 1r sector | 16 de març | Mandelieu-la-Napoule-Niça             | 60 km  | Eric Vanderaerden                             | Sean Kelly          |
| 7a etapa, 2n sector | 16 de març | Niça-Coll d'Èze (CRI)                 | 11 km  | Sean Kelly                                    | Sean Kelly          |

## Etapes

### Pròleg
9-03-1983. Issy-les-Moulineaux, 5.5 km. CRI
|   | Ciclista          | Equip                                         | Temps  |
| - | ----------------- | --------------------------------------------- | ------ |
| 1 | Eric Vanderaerden | Jacky Aernoudt Meubelen - Rossin - Campagnolo | 6' 40" |
| 2 | Sean Kelly        | Sem-France Loire                              | + 5"   |
| 3 | Alain Bondue      | La Redoute-Motobécane                         | m. t.  |

### 1a etapa
10-03-1983. Gien-Bourbon-Lancy, 196 km.
Kelly perd 48" per una caiguda.
|   | Ciclista         | Equip                  | Temps      |
| - | ---------------- | ---------------------- | ---------- |
| 1 | Eddy Planckaert  | Splendor-Euroshop      | 4h 59' 54" |
| 2 | Francis Castaing | Peugeot-Shell-Michelin | m. t.      |
| 3 | Etienne de Wilde | La Redoute-Motobécane  | m. t.      |

### 2a etapa
11-03-1983. Bourbon-Lancy-Sant-Etiève 212 km.
|   | Ciclista         | Equip                  | Temps      |
| - | ---------------- | ---------------------- | ---------- |
| 1 | Francis Castaing | Peugeot-Shell-Michelin | 5h 38' 22" |
| 2 | Eddy Planckaert  | Splendor-Euroshop      | m. t.      |
| 3 | Sean Kelly       | Sem-France Loire       | m. t.      |

### 3a etapa, 1r sector
12-03-1983. Saint-Chamond-Tornon 89 km.
|   | Ciclista         | Equip                  | Temps      |
| - | ---------------- | ---------------------- | ---------- |
| 1 | Sean Kelly       | Sem-France Loire       | 2h 05' 35" |
| 2 | Francis Castaing | Peugeot-Shell-Michelin | m. t.      |
| 3 | Jozef Lieckens   | Safir-Van de Ven       | m. t.      |

### 3a etapa, 2n sector
12-03-1983. Tain-l'Hermitage 35 km. CRE
|   | Equip                                         | Temps   |
| - | --------------------------------------------- | ------- |
| 1 | Jacky Aernoudt Meubelen - Rossin - Campagnolo | 45' 04" |
| 2 | Coop-Mercier-Mavic                            | + 15"   |
| 3 | Sem-France Loire                              | + 23"   |

### 4a etapa
13-03-1983. Bollène-Miramas, 186 km.
|   | Ciclista          | Equip            | Temps      |
| - | ----------------- | ---------------- | ---------- |
| 1 | Sean Kelly        | Sem-France Loire | 5h 05' 08" |
| 2 | René Bittinger    | Sem-France Loire | m. t.      |
| 3 | Jean-Marie Grezet | Sem-France Loire | m. t.      |

### 5a etapa
14-03-1983. Miramas-La Seyne-sur-Mer, 183 km.
|   | Ciclista            | Equip                 | Temps      |
| - | ------------------- | --------------------- | ---------- |
| 1 | Ferdi van den Haute | La Redoute-Motobécane | 4h 59' 30" |
| 2 | John Herety         | Coop-Mercier-Mavic    | + 5"       |
| 3 | Jozef Lieckens      | Safir-Van de ven      | + 7"       |

### 6a etapa
15-03-1983. La Seyne-sur-Mer-Mandelieu-la-Napoule, 182 km.
|   | Ciclista     | Equip                 | Temps      |
| - | ------------ | --------------------- | ---------- |
| 1 | Dirk de Wolf | Boule d'Or            | 5h 12' 40" |
| 2 | Pascal Guyot | La Redoute-Motobécane | + 26"      |
| 3 | Sean Kelly   | Sem-France Loire      | + 1' 26"   |

### 7a etapa, 1r sector
16-03-1983. Mandelieu-la-Napoule-Niça, 60 km.
|   | Ciclista          | Equip                                         | Temps      |
| - | ----------------- | --------------------------------------------- | ---------- |
| 1 | Eric Vanderaerden | Jacky Aernoudt Meubelen - Rossin - Campagnolo | 1h 31' 11" |
| 2 | Kim Andersen      | Coop-Mercier-Mavic                            | m. t.      |
| 3 | Michel Larpe      | US Saint-Étienne-Pélussin                     | m. t.      |

### 7a etapa, 2n sector
16-03-1983. Niça-Coll d'Èze, 11 km. CRI
|   | Ciclista          | Equip            | Temps   |
| - | ----------------- | ---------------- | ------- |
| 1 | Sean Kelly        | Sem-France Loire | 20' 20" |
| 2 | Jean-Marie Grezet | Sem-France Loire | + 37"   |
| 3 | Steven Rooks      | Sem-France Loire | + 46"   |

## Classificacions finals

### Classificació general
|    | Ciclista           | Equip                                     | Temps       |
| -- | ------------------ | ----------------------------------------- | ----------- |
| 1  | Sean Kelly         | Sem-France Loire                          | 30h 02' 19" |
| 2  | Jean-Marie Grezet  | Sem-France Loire                          | + 1' 03"    |
| 3  | Steven Rooks       | Sem-France Loire                          | + 1' 14"    |
| 4  | Joop Zoetemelk     | Coop-Mercier-Mavic                        | + 1' 42"    |
| 5  | Michel Laurent     | Coop-Mercier-Mavic                        | + 2' 26"    |
| 6  | René Bittinger     | Sem-France-Loire                          | + 3' 59"    |
| 7  | Paul Haghedooren   | Splendor-Euroshop                         | + 7' 22"    |
| 8  | Adrie van der Poel | Jacky Aernoudt Meubelen-Rossin-Campagnolo | + 7' 28"    |
| 9  | Graham Jones       | Wolber-Spidel                             | + 8' 42"    |
| 10 | Frédéric Brun      | Peugeot-Shell-Michelin                    | + 9' 16"    |

## Evolució de les classificacions
| Etapa (Vencedor)                                                | Classificació general |
| --------------------------------------------------------------- | --------------------- |
| 0Pròleg (Eric Vanderaerden)                                     | Eric Vanderaerden     |
| 0Etapa 1 (Eddy Planckaert)                                      | Eric Vanderaerden     |
| 0Etapa 2 (Francis Castaing)                                     | Eric Vanderaerden     |
| 0Etapa 3, 1r sector (Sean Kelly)                                | Eric Vanderaerden     |
| 0Etapa 3, 2n sector (Jacky Aernoudt Meubelen-Rossin-Campagnolo) | Eric Vanderaerden     |
| 0Etapa 4 (Sean Kelly)                                           | Joop Zoetemelk        |
| 0Etapa 5 (Ferdi van den Haute)                                  | Joop Zoetemelk        |
| 0Etapa 6 (Dirk de Wolf)                                         | Sean Kelly            |
| 0Etapa 7, 1r sector (Eric Vanderaerden)                         | Sean Kelly            |
| 0Etapa 7, 2n sector (Sean Kelly)                                | Sean Kelly            |